# Xenotilapia flavipinnis
Gulfenad xenotilapia (Xenotilapia flavipinnis) är en afrikansk fiskart som beskrevs av den belgiska iktylogen Max Poll, 1985. Arten ingår i släktet Xenotilapia och familjen ciklider (Cichlidae). Den förekommer ibland som akvariefisk.
Internationella naturvårdsunionen (IUCN) kategoriserar arten globalt som livskraftig. Inga underarter finns listade i Catalogue of Life.

## Utbredningsområde
Gulfenad xenotilapia lever endemiskt i alla strandnära områden i hela Tanganyikasjön, och förekommer alltså i Burundi, Demokratiska republiken Kongo, Tanzania och Zambia.